# Jennifer Friedlander
Pour les articles homonymes, voir Friedlander.
Jennifer Friedlander est une chercheuse américaine dans le domaine des études culturelles.

## Biographie
Jennifer Friedlander obtient un doctorat en communication de l'Université de Pittsburgh.
Elle est professeur d'études médiatiques Edgar E. et Elizabeth S. Pankey au Pomona College de Claremont, en Californie, et présidente du département d'études médiatiques.
Jennifer Friedlander décrit son travail académique comme étant fortement influencé par la théorie psychanalytique lacanienne, la théorie critique et le travail de Roland Barthes, exprimé dans son livre Real Deceptions: The Contemporary Reinvention of Realism. Auparavant, elle s'était davantage concentrée sur la théorie du cinéma féministe et a écrit l'ouvrage Feminine Look: Sexuation, Spectatorship, Subversion.
Au cours du premier semestre 2021, Jennifer  Friedlander est professeur invité Fulbright-Freud de psychanalyse au musée Sigmund Freud de Vienne, où elle travaille sur une nouvelle monographie (« Powers of Pleasure: The Psychopolitics of Enjoyment in Media and Popular Culture ») et enseigne un séminaire de master à l'Université de Vienne.

## Livres
- Jennifer Friedlander, Real Deceptions: The Contemporary Reinvention of Realism, Oxford University Press, 2017 (ISBN 978-0190676124)
- Jennifer Friedlander, Feminine Look: Sexuation, Spectatorship, Subversion, SUNY (State University of New York) Press, coll. « SUNY series in Psychoanalysis and Culture », 2008 (ISBN 978-0791472958)
- Jennifer Friedlander, Moving Pictures: Where the Police, the Press and the Art Image Meet, Sheffield Hallam University Press, 1998 (ISBN 978-0791472958)